# Adolf Hirner
Pour les articles homonymes, voir Hirner.
Adolf Hirner, né le 3 mai 1965, est un sauteur à ski autrichien.

## Biographie
Il fait ses débuts dans la Coupe du monde à la Tournée des quatre tremplins en janvier 1982. Sur le concours de Bischofshofen pour sa troisième sortie, il prend la septième place. En mars 1984, au grand tremplin de Falun, il monte sur son seul podium en Coupe du monde avec le troisième rang. Il effectue sa meilleure saison en général, avec le dix-huitième rang au classement final.

## Palmarès

### Coupe du monde
- Meilleur classement général : 18e en 1984.
- 1 podium individuel : 1 troisième place.

#### Différents classements en Coupe du monde
| Année | Classement général final |
| 1982  | 41e                      |
| 1984  | 18e                      |
| 1985  | 51e                      |
| 1986  | 59e                      |